# Forces démocratiques unifiées (Rwanda)
Ne doit pas être confondu avec Forces démocratiques unifiées  (Congo-Brazzaville).
Pour les articles homonymes, voir FDU et Forces démocratiques unifiées.
 (octobre 2020).
Si vous disposez d'ouvrages ou d'articles de référence ou si vous connaissez des sites web de qualité traitant du thème abordé ici, merci de compléter l'article en donnant les références utiles à sa vérifiabilité et en les liant à la section « Notes et références ».
Forces démocratiques unifiées (FDU-Inkingi. Inkingi est le mot kinyarwanda pour « pilier » ; en anglais : United Democratic Forces, UDF-Inkingi) est une coalition de groupes d'opposition rwandais issue des initiatives d'exilés rwandais. Depuis leur création en 2006, les FDU-Inkingi se sont présentées comme un parti d'opposition dont l'objectif principal est de changer le régime du Front patriotique rwandais (FPR) au pouvoir depuis la fin du génocide contre les Tutsis en juillet 1994. Malgré les multiples tentatives d'inscription au registre des partis politiques au Rwanda, les FDU-Inkingi n'ont, à ce jour, pas été agréés. Selon les organisations des droits de l'homme tel que Human Rights Watch et Amnesty International, les membres des FDU-Inkingi au Rwanda sont régulièrement victimes de persécutions voire d'assassinats qui, dans plusieurs cas, restent non-élucidés,.

## Histoire
Le parti a été créé le 29 avril 2006 à Bruxelles, en Belgique, en tant qu'alliance du Rassemblement républicain pour la démocratie au Rwanda (RDR), d'Action pour une justice internationale impartiale au Rwanda, des Forces démocratiques pour la résistance et de l'Alliance démocratique rwandaise, avec le chef du RDR, Victoire Ingabire Umuhoza, élue présidente. de l'UDF.  Depuis lors, le gouvernement rwandais dominé par le FPR a à plusieurs reprises accusé les FDU-Inkingi d'être des extrémistes Hutu et d'avoir des liens avec les rebelles Hutu basées dans l'Est de la République démocratique du Congo. De leur part, les FDU ont nié ces allégations en affirmant qu'elles luttaient, par les voies pacifiques et légitimes, pour installer un pouvoir basé sur les principes démocratiques, la justice pour tous et l'entente ethnique au Rwanda.
En 2008, les FDU-Inkingi ont pris la décision d'aller s'installer au Rwanda et de mener leurs activités politiques sur le sol rwandais. C'est dans ce cadre que la présidente des FDU-Inkingi de l'époque, Victoire Ingabire Umuhoza, mit fin à son exil aux Pays-Bas pour se rendre au Rwanda en 2010. Elle ne put ni faire inscrire le parti ni participer à l'élection présidentielle de 2010, car elle fut entre-temps arrêtée par les autorités rwandaises qui l'accusaient de négationnisme et de complot contre l'État,.
Le départ de Victoire Ingabire Umuhoza de l'Europe et sa direction du parti à partir du Rwanda causa une fissure au sein des membres des FDU-Inkingi restés en exil en Europe en 2010. La fraction majoritaire qui reconnaissait l'autorité de Victoire Ingabire Umuhoza comme présidente légitime, même derrière les barreaux, garda l'appellation FDU-Inkingi, alors que la fraction minoritaire qui réclamait un nouveau leadership basé en Europe se baptisa FDU-Mouvement National Inkubiri.
En 2011, alors que le FPR au pouvoir connaissait des défections parmi les militaires les plus haut-gradés et les personnalités politiques proches du président Paul Kagame, les FDU-Inkingi s'associèrent aux partis fondés par les dissidents Tutsi du FPR, notamment le Congrès national rwandais (Rwanda National Congress, RNC) de l'ancien chef d'état-major Faustin Nyamwasa et l'ancien directeur de cabinet du Président Kagame, le docteur Théogène Rudasingwa, pour former une coalition qui grandira et comprendra , à un certain moment cinq partis.
Après sa libération de prison en 2018, Victoire Ingabire recrute des cadres à travers le Rwanda en vue de demander l'enregistrement de sa formation politique. En novembre 2019, elle quitte le FDU-Inkingi pour fonder un nouveau mouvement « plus axé sur le développement ». Elle espère qu'elle pourra faire reconnaître ce nouveau parti par le gouvernement rwandais, contrairement au FDU-Inkingi, que l'état rwandais accuse d'être trop clivant et négationniste. Certains observateurs estiment qu'elle pourrait avoir quitté le FDU-Inkingi pour éviter d'être à nouveau jugée pour les actions de l'opposition armée P5.
Après que Victoire Ingabire a quitté son poste de présidente du FDU-Inkingi, le parti se réunit en réunion extraordinaire le 14 décembre 2019 à Bruxelles, en vue d'une restructuration. Une quarantaine de membres provenant majoritairement de Belgique, France, Pays-Bas, et Allemagne ont mandat pour modifier les textes régissant le parti. À cette occasion, le parti reconnaît le génocide des Tutsi au Rwanda, mais considère que les massacres de Hutu perpétrés par le gouvernement actuel du Rwanda constitue également un génocide. Les membres du Congrès sont persuadés qu'aucune réconciliation n'est possible sans la reconnaissance d'actes de génocide commis contre toutes les composantes de la population rwandaise au Rwanda ainsi que dans les États voisins. Ils estiment qu'un deuil discriminatoire est pratiqué actuellement au Rwanda et qu'il constitue une source de nouveaux conflits. Ils demandent au Comité directeur du parti de continuer à promouvoir un dialogue inter-rwandais hautement inclusif.
Début 2020, la Commission nationale de lutte contre le génocide (CNLG) au Rwanda demande l'extradition par la Belgique de Marcel Sebatware, commissaire du parti FDU-Inkingi pour la Belgique. Marcel Sebatware a été membre du parti extrémiste hutu CDR (Coalition pour la défense de la République) à l'époque du génocide, et a été en janvier 2008, « jugé et reconnu coupable de génocide au Rwanda par les juridictions gacaca, ce qui fait de lui un criminel en fuite ». Il a « participé au recrutement de miliciens extrémistes Interahamwés, à l'organisation de leur entraînement paramilitaire, à leur équipement et à la confection de listes de Tutsis » à tuer. Selon la Commission nationale de lutte contre le génocide, FDU-Inkingi est un des partis membres de la plateforme d'opposition armée P5. Cette dernière aurait commis, d'après le gouvernement rwandais, plusieurs attaques meurtrières au Rwanda en 2018 et 2019, depuis le Congo. Un rapport du groupe d'experts de l'Onu pour le Congo du 31 décembre 2018 affirme que le P5 a reçu de l'armement principalement par le Burundi et recrutait dans plusieurs pays aux alentours, notamment en trompant les recrues sur leur futur emploi et leur destination.
« L'avocat de Marcel Sebatware, Me Jean Flamme, a pour sa part récusé ces accusations, les qualifiant de "purement fabriquées" dans un communiqué en anglais adressé à l'agence Belga. Selon lui, "la soi-disant condamnation par les juridictions Gacaca n'existe pas". Au contraire, Sebatware a été acquitté par ces juridictions, par décision du 17 septembre 2009, a précisé l'avocat. Selon Me Flamme, son client a été en 2011 retiré de la liste des "notices rouges" d'Interpol car les informations fournies par la République du Rwanda étaient manifestement fausses. Les accusations aléatoires de génocide et de terrorisme sont complètement fausses et constituent une "grave calomnie" de la part de l'État rwandais, fondées sur moins que rien, souligne l'avocat. »

## Victoire Ingabire Umuhoza
Victoire Ingabire Umuhoza occupa le poste de présidente des FDU-inkingi depuis leur création en 2006 jusqu' en 2019 quand, quelques mois après sa libération sur grâce présidentielle, elle fonda un nouveau parti politique, le Development And Liberty for All (DALFA-Umurinzi, Développement et Liberté pour Tous). Pendant 13 ans elle fut le visage et la voix des FDU-Inkingi, même pendant les huit ans (2010–2018) qu'elle passa en prison. Son procès attira l'attention des médias internationaux et connut de nombreux soubresauts notamment lorsque certains témoins se contredirent ou dénoncèrent les maltraitances policières pour leur extorquer de faux témoignages, ou encore lorsque les autorités néerlandaises fouillèrent le domicile de Victoire Ingabire Umuhoza à la recherche des preuves à charge.
Depuis le départ de Victoire Ingabire Umuhoza des FDU-Inkingi en novembre 2019, l'organisation a élu Justin Bahunga, un ancien diplomate, comme président pour un mandat de 2 ans. Lors du lancement de DALFA-Umurinzi, Victoire Ingabire Umuhoza dit à ses membres et à la presse que la différence entre son nouveau parti et les FDU-Inkingi était que, contrairement aux FDU-Inkingi, DALFA-Umurinzi a été mis en place en suivant les lois rwandaises en vigueur. Selon ses détracteurs qui s'expriment souvent dans la presse pro-gouvernementale, Victoire Ingabire Umuhoza n'aurait fait que changer le nom de son parti, tout en gardant ses idéaux et son idéologie.

## Persécutions
Selon diverses organisations de défense des droits de l'homme et les missions diplomatiques au Rwanda, les membres des FDU-Inkingi sont régulièrement victimes de harcèlement, d'emprisonnement arbitraire, de disparitions inexpliquées et même d'assassinats. Amnesty International cite plusieurs cas dont ceux d'Illuminée Iragena portée disparue depuis 2016, de Jean Damascène Habarugira et de Syldio Dusabumuremyi assassinés en 2017 et 2018 respectivement, et du vice-président des FDU-Inkingi, Boniface Twagirimana, dont l'évasion présumée de la prison de haute sécurité de Mpanga laisse penser à un enlèvement par les agents secrets,,,.